# Pomatoschistus pictus
Espèce
Synonymes
- Gobius pictus Malm, 1865
- Gobius affinis Kolombatovic, 1891
- Gobius minutus minor (non Heincke, 1880)
- Gobius reticulatus (non Eichwald, 1831)
- Gobius rhodopterus Günther, 1861
- Pomatoschistus pictus adriaticus Miller, 1973
- Pomatoschistus pictus pictus (Malm, 1865)

Statut de conservation UICN

 LC  : Préoccupation mineure
Pomatoschistus pictus, le Gobie varié, est une espèce de petits poissons marins appartenant à la vaste famille des gobiidés.
On le trouve dans les eaux ouest-européennes depuis le fjord de Trondheim en Norvège jusqu'à l'Espagne, les îles Canaries et il est parfois signalé en Méditerranée et aussi en mer Noire. Il vit à des profondeurs comprises entre 1 et 55 m, fréquente les zones caillouteuses ou sableuses. Ses jeunes peuvent se trouver dans les eaux retenues dans les cuvettes des rochers du bord de mer. Il se nourrit de petits invertébrés comme des amphipodes et des copépodes.

## Description
Il peut atteindre 5 à 6 cm, exceptionnellement 9,5 cm. Il présente 34 écailles le long de sa ligne latérale. Sa coloration est variable (mimétique) : de jaune pâle à brun clair avec des taches claires sur le dos et 4 à 5 taches plus sombres et doubles sur les flancs, le ventre est clair. La nageoire dorsale montre des rangées de points brun foncé alternant avec des bandes iridescentes bleue et rose.